# Symplectromyces
Symplectromyces — рід грибів родини Laboulbeniaceae. Назва вперше опублікована 1908 року.